# VID (tévétársaság)
A VID (oroszul: ВИД , stilizált ВИD, szó szerint "nézet"; a Vzglyad i Drugiye, " perspektívák és mások" rövidítése ), más néven VIDgital (oroszul: ВИDgital), egy orosz televíziós társaság . 1987. október 2-án alapított szovjet cég. A VID leginkább a Várj rám (oroszul: Жди меня) című televíziós műsorok készítőiről ismert, amelyek célja, hogy segítsenek az embereknek megtalálni szeretteiket. A cég a „nyers és félelmetes” logójáról is híres, hangosan és vizuálisan egyaránt. Ennek a logónak a bevezetése után számos panasz érkezett a szülőktől és a kisgyermekektől, akik számára egyszerűen ijesztő volt ránézni, különösen azért, mert megelőzte a gyerekek műsorait is. A közelmúltban ez a logó "furcsasága" miatt nagy figyelmet keltett az interneten.